# Paul Beusch

Paul Beusch

Paul Beusch (* 14. Januar 1883 in Eßfeld; † 15. August 1925 in Berlin) war ein deutscher Politiker (Zentrum).

## Leben und Wirken
Nach dem Besuch eines humanistischen Gymnasiums in Würzburg (1896–1903) studierte Beusch Philosophie, Geschichte und Nationalökonomie an den Universitäten Würzburg und München. 1903 trat er in Würzburg der katholischen Studentenverbindung W.K.St.V. Unitas Hetania bei. 1907 wurde er an der Letzteren zum Dr. oec. publ. promoviert.
Von Herbst 1907 bis 1919 war Beusch Mitglied der Zentralstelle des Volksvereins in Mönchengladbach, danach arbeitete er als Dezernent für Finanz- und Wirtschaftspolitik. Ab 1919 war er im Reichsfinanzministerium tätig, wo ihm die Leitung des Statistischen Büros des Auslandsarchivs und der Nachrichtenstelle übertragen wurde. 1920 wurde er zum Ministerialrat und 1921 zum Ministerialdirektor befördert. 1923 wurde er schließlich zur Disposition gestellt.
Beusch war ferner Verfasser zahlreicher wirtschaftstheoretischer und wirtschaftspolitischer Schriften sowie Mitarbeiter des Staatslexikons der Görregesellschaft und Mitglied im Vorstand des Verbandes katholischer kaufmännischer Vereine Deutschlands.
Von April 1924 bis zu seinem Tod im August 1925 saß Beusch als Abgeordneter für die katholische Zentrumspartei im Reichstag, in dem er den Wahlkreis 2 (Berlin) vertrat. Nach seinem Tod wurde Beuschs Mandat für den Rest der Legislaturperiode von Richard Schönborn übernommen. Im Reichstag gehörte Beusch als Finanzexperte seiner Fraktion dem Finanz- und Steuerausschuss an. In dieser Funktion wurde sein Fraktionskollege Heinrich Brüning als sein Nachfolger bestellt.

## Schriften
- Essfeld eine fränkische Bauerngemeinde. Ein Beitrag zur Kenntnis der historischen, wirtschaftlichen und socialen Verhältnisse des fränkischen Bauernstandes. Erster Teil, 1907. (Dissertation).
- Die Reichsfinanzen und die Steuerreform von 1909, 1909.
- Das Geld. Das Bankwesen. Die Börse, 1914.
- Allgemeine Steuerlehre. Steuerarten und Steuersystem, 1911.
- Grundlagen und Regelung der Lebensmittelversorgung des deutschen Volkes, 1912.
- Die Lebensfähigkeit des Mittelstandes 1913.
- Wanderungen und Stadtkultur, 1916.
- Besitzsteuergesetz und Kriegsteuergesetz, 1917.
- Das Anleihenwesen 1918.
- Staatsbetrieb oder Privatbetrieb, 1919.
- Neuordnung des deutschen Finanzwesens, 1920.
- Die außerordentliche Kriegsabgabe für 1919 und die Kriegsabgabe vom Vermögenszuwachs. Das Reichsnotopfer 1920.
- Die Zweckmäßigkeit unserer Wirtschaftspolitik, 1922.